# Acutipetala
Genre
Acutipetala est un genre d'araignées aranéomorphes de la famille des Agelenidae.

## Distribution
Les espèces de ce genre sont endémiques de Thaïlande.

## Liste des espèces
Selon World Spider Catalog (version 17.0, 30/05/2016) :
- Acutipetala donglini Dankittipakul & Zhang, 2008
- Acutipetala octoginta Dankittipakul & Zhang, 2008

## Publication originale
- Dankittipakul & Zhang, 2008 : Acutipetala gen. nov., a new genus of funnel-web spiders from northern Thailand (Araneae, Agelenidae). Zoological Science, vol. 25, no 5, p. 546-553.